# Moacir Rodrigues
Moacir Barbosa da Veiga Filho mais conhecido como Moacir Rodrigues (Campina Grande, 19 de setembro de 1962) é um servidor público e político brasileiro. Atualmente cumpre seu primeiro mandato como deputado estadual da Paraíba.

## Biografia
Foi secretário executivo da Interiorização da Ação do Governo da Paraíba e presidente da Agência Executiva de Gestão das Águas da Paraíba (Aesa). Em 2018 foi eleito deputado estadual com 18.463 votos.
Em outubro de 2019 declarou que deixaria o PSL caso o presidente Bolsonaro deixasse o partido. Em novembro do mesmo ano participou da reunião de deputados bolsonaristas do nordeste, declarando apoio conjunto, com outros 7 deputados, ao presidente Jair Bolsonaro e sua nova legenda em criação, o Aliança Pelo Brasil.